# Marta Vančurová
Marta Vančurová (n. 7 septembrie 1948, Praga, Cehoslovacia) este o actriță cehoslovacă. 
Între anii 1970–2018 a apărut în peste 30 de filme și emisiuni de televiziune. În 2019, a jucat în mai multe spectacole la Theatre Studio DVA.
Printre cele mai cunoscute filme ale sale se numără Îndrăgostiții anului unu (1973), Un horoscop cu bucluc (1974), Rusalka (1977) și Umbrele verii fierbinți (1978).

## Biografie
Marta Vančurová s-a născut pe 7 septembrie 1948 în Lhotka, Praga. La acea vreme, Lhotka era încă o adevărată suburbie a marelui oraș, aici Marta a câștigat o relație de viață cu natura. Drumul ei către teatru a dus-o Corul de radio pentru copii al lui Bohumil Kulínský, unde de la vârsta de 10 ani mergea în mod regulat să cânte. Regizorul Josef Henke și-a ales odată trei dintre membrii săi, inclusiv Marta, pentru a cânta într-un basm radio. Fragila Marta i-a atras atenția și a invitat-o la filmările piesei radiofonice „Malba na dřevě” (Pictură pe lemn) a lui Ingmar Bergman, unde a întâlnit pentru prima dată actori profesioniști. 
După absolvire, a părăsit corul, a lucrat într-un institut hidrometeorologic și s-a gândit să studieze fizica. În viață, a fost mereu atrasă de perspectiva a ceva nou, așa că a aplicat la DAMU și s-a pregătit singură pentru examene. Și a ieșit, în toamna lui 1968 a început să studieze la DAMU (Facultatea de Teatru a Academiei Artelor Spectacolului din Praga). Colegii ei de clasă au inclus Kateřina Macháčková, Tomáš Töpfer, Jiří Lábus, Eva Trejtnarová și alții. Ei erau încă școliți de Rudolf Hrušínský în primul an.
În 1972, a absolvit cu succes DAMU și, ulterior, a obținut un loc de muncă la Teatrul Realist al lui Zdenek Nejedlý (acum Teatrul lui Švand).
A început să joace în filme ca studentă, primul ei rol principal și imediat principal a fost Zdena în piesa experimentală a lui Jiří Suchý Mireasa (1970). Abia în filmul lui Jaroslav Balík Îndrăgostiții anului unu (1973) a atras atenția criticilor și a telespectatorilor, în care a interpretat personajul complex al Helenei retrase, care a fost marcată de diverse experiențe din război.

## Filmografie selectivă
- 1970 Nevěsta, regia Jiří Suchý
- 1970 Takže ahoj, regia Vít Olmer
- 1974 Îndrăgostiții anului unu (Milenci v roce jedna), regia Jaroslav Balík
- 1974 Un horoscop cu bucluc (Jáchyme, hoď ho do stroje!), regia Oldřich Lipský
- 1974 V každém pokoji žena, regia Jaroslav Balík
- 1974 V každom počasí, regia Ľudovít Filan
- 1976 Den pro mou lásku, regia Juraj Herz
- 1977 Rusalka (versiunea de film a operei omonime de Antonín Dvořák), regia Petr Weigl
- 1978 Umbrele verii fierbinți (Stíny horkého léta), regia František Vláčil
- 1981 Sluníčko na houpačce (drama), regia Jiří Adamec
- 1983 Putování Jana Amose (film biografic), regia Otakar Vávra
- 1984 Cesta kolem mé hlavy, regia Jaroslav Papoušek
- 1985 Stín kapradiny, regia František Vláčil
- 1986 Smrt krásných srnců, regia Karel Kachyňa
- 1987 Mág (film biografic), regia František Vláčil
- 1990 Jen o rodinných záležitostech, regia Jiří Svoboda
- 1995 Hotel Woodstock (scurtmetraj studentesc), regia Johanna Steiger-Antošová
- 1995 Má je pomsta, regia Lordan Zafranović
- 1995 Cesta peklem, regia Martin Hollý
- 1997 Svědectví (scurtmetraj), regia Jiří Strach
- 1999 Totem, tabu a andělé (scurtmetraj studentesc), regia Karel Koula
- 2004 Bolero, regia F. A. Brabec
- 2006 V tesnej blízkosti – film studențesc, regia Marta Ferencová
- 2009 Muži v říji, regia Robert Sedláček
- 2014 Poslední cyklista, regia Jiří Svoboda
- 2018 Na krátko, regia Jakub Šmíd